# Méthode pour scander un hexamètre dactylique
L’hexamètre dactylique (du ἕξ/héx, « six », et δάκτυλος/dáktylos, « doigt », car il présente la morphologie d'un doigt avec une grande phalange et deux petites : | — ⏑ ⏑ |) est un vers composé de six pieds.

## Structure
L'hexamètre dactylique est, comme son nom l'indique, composé de six pieds. Son schéma canonique (« holodactylique ») est le suivant :
Cependant, les dactyles peuvent être remplacés par des spondées (| — — |) en fonction de la longueur des syllabes. Le cinquième pied est presque toujours un dactyle ; dans le cas contraire, le vers est dit « spondaïque ». On obtient donc : 
Le dernier pied de chaque vers est toujours dissyllabique, formé d'une syllabe longue suivi d'une syllabe de longueur indifférente : ce n'est donc jamais un dactyle mais un spondée ou un trochée.
Un ictus frappe la première syllabe (toujours longue) de chaque pied. Cet ictus ne correspond pas toujours à la place de l'accent tonique en latin (ni en grec).
Le vers comporte soit une césure penthémimère (après le temps fort du troisième pied), soit deux césures, penthémimère et hephthémimère (après les temps forts des deuxième et quatrième pieds). Ces césures sont toujours placées entre deux mots.

## Utilisation
L'hexamètre dactylique est le vers par excellence de l'épopée. De nombreux auteurs grecs et latins l'emploient, comme Homère dans l’Iliade et l’Odyssée, Virgile dans les Bucoliques, les Géorgiques et l’Énéide ou encore Ovide dans les Métamorphoses.

## Méthode
Syllabes longues
Une diphtongue (ae ou oe) ou une syllabe dont la voyelle est suivie de deux consonnes ou plus sont toujours considérées comme longues.  
Syllabes brèves
Une voyelle finale d'un mot polysyllabique suivie d'une seule consonne autre que -s est brève. 
Elision
Si la dernière syllabe d'un mot se termine par une voyelle ou par n et que le mot suivant commence par une voyelle, cette voyelle finale et s'il y a lieu le n qui la suit sont élidés : on ne les prononce pas. 
Quelques exemples :
- Tīty̆rĕ| tū pătŭ|lāe // rĕcŭ|bāns sūb| tēgmĭnĕ| fāgi (Virgile, Bucoliques, I, 1).
- Ārmă vĭ|rūmquĕ că|nō // Trō|jāe quī| prīmŭs ăb| ōris (Virgile, Énéide, I, 1).
- Dāedălŭs| īntĕrĕ|ā // Crē|tēn lōn|gūmquĕ pĕ|rōsus
Ēxsĭlĭ|ō // tāc|tūsquĕ lŏ|cī // nā|tālĭs ă|mōre
(Ovide, Métamorphoses, vers 1 et 2 de « Dédale et Icare » avec double césure au vers 2).

Pour apprendre à scander rapidement (« à vue »), il faut s'astreindre à progresser de gauche à droite en s'aidant de la césure penthémimère (environ 8 cas sur 10 chez Lucrèce et Virgile, selon Nougaret) et éventuellement des autres césures.
Pour un article plus détaillé, voir celui de Wikibooks